# Aphyle flavicolor
Aphyle flavicolor är en fjärilsart som beskrevs av Talbot 1928. Aphyle flavicolor ingår i släktet Aphyle och familjen björnspinnare. Inga underarter finns listade i Catalogue of Life.